# Теклюк Василь Михайлович
Васи́ль Миха́йлович Теклю́к (3 червня 1919, Жищинці, нині Городоцького району Хмельницької області) — український педагог, публіцист.

## Біографія
1934 року закінчив Жищинецьку семирічну школу. Того ж року вступив до Кам'янець-Подільського медичного училища. Через три роки перервав навчання, вступив на однорічні педагогічні курси при Кам'янець-Подільському обласному відділі народної освіти. З осені 1938 року вчителював у школах Городоцького району. Учасник Великої Вітчизняної війни. 1957 року закінчив філологічний відділ Кам'янець-Подільського педагогічного інституту (нині Кам'янець-Подільський національний університет імені Івана Огієнка). Був директором Лісоводського сільського історико-краєзнавчого музею.

## Творчість
Вірші почав писати в шкільні роки. Друкувався у місцевій періодиці. Теклюку належить добірка віршів у збірці «З-понад Смотрича» (1993), художньо-документальна повість «Лісові води» (1994), вірші для дітей «Добридень, школо!» (1995), «На околиці» (1996). Публіцистика зібрана в окремій книжці «Мандрівка в минуле» (1998). Написав повість «Житняки». Літературна критика Теклюка друкувалася в «Подільських вістях», «Городоцькому віснику», «Джерелі».